# Pseudothalera carolinae
Pseudothalera carolinae là một loài bướm đêm trong họ Geometridae.